# 北京宣言 (2024年)
《北京宣言》，全称《关于结束分裂加强巴勒斯坦民族团结的北京宣言》（阿拉伯语：اعلان بكين لإنهاء الانقسام وتعزيز الوحدة الوطنية الفلسطينية），是巴勒斯坦以巴勒斯坦民族解放运动（法塔赫）及伊斯兰抵抗运动（哈马斯）為首的14個政治派別在中华人民共和国北京市共同簽署的宣言。
巴勒斯坦各派別在《北京宣言》中同意在巴勒斯坦解放組織框架下實現民族團結，呼籲依據联合国有關決議建立以耶路撒冷為首都的巴勒斯坦國，堅持維護巴勒斯坦領土完整，並同意儘速組建臨時聯合政府、籌備全國選舉，統一政治領導框架。輿論多正面評價《北京宣言》及中華人民共和國促進和平的外交努力，惟亦有論者質疑《宣言》的實際作用。

## 背景
自2006年以來，巴勒斯坦長期處於內戰狀態，2007年哈瑪斯更奪取原由法塔赫領導巴勒斯坦民族权力机构掌握的加沙地带，與維持對約旦河西岸地區控制的法塔赫抗衡。歷年來，雙方曾多次展開談判，乃至於簽署各種宣言、協議等，甚至一度組成聯合政府，惟最終均未能持久落實。
2023年10月，哈瑪斯襲擊以色列，後者隨即反擊，雙方衝突遂擴大為全面戰爭，加劇中東地區動盪局勢。以色列進軍加薩走廊之際，遭遇哈瑪斯激烈抵抗，遲遲無法戡平目標，陷入戰爭泥沼。與此同時，以巴雙方、美國及阿拉伯國家等各方面對於戰後加薩治理方案亦未有共識。
中華人民共和國在中東地區具有相當影響力，曾於2023年斡旋伊朗與沙烏地阿拉伯會談，協助恢復雙邊關係。就此新一輪以巴衝突，中華人民共和國積極介入地區局勢，呼籲召開和平會議，落實「兩國方案」，並支持巴勒斯坦正式加入聯合國；2024年4月間，法塔赫及哈瑪斯亦曾應其邀請，在北京就推進巴勒斯坦內部和解展開對話，為往後各派別塑造政治共識創造機會。

## 協議經過及內容
2024年7月中，法塔赫及哈瑪斯等巴勒斯坦多個政治組織應中華人民共和國邀請，決定齊聚北京會談，解決派系間重大分歧。7月21日，巴勒斯坦各派别内部和解对话在北京正式展開，共有14個派別派遣代表參與和談，其中法塔赫代表團團長為該黨副主席马哈茂德·阿鲁勒，哈瑪斯代表團團長則是該黨政治局副主席穆薩·阿布·馬祖克；23日上午，對話閉幕式在人民大会堂舉行，各派代表由中華人民共和國外交部部長（中共中央外事工作委員會辦公室主任兼）王毅見證，共同签署《关于结束分裂加强巴勒斯坦民族团结的北京宣言》，埃及、阿尔及利亚、沙特阿拉伯、卡塔尔、约旦、叙利亚、黎巴嫩、俄罗斯及土耳其等多國使節亦出席閉幕式。
《北京宣言》旨在統一巴勒斯坦立場、達成民族全面團結，共同對抗「犹太复国主义实体（即以色列）侵略」及「种族灭绝戰爭」。《宣言》聲明巴勒斯坦人民得以一切鬥爭手段實現自決，有權抵制並終結以色列對加薩走廊等巴勒斯坦领土占領，並歡迎国际法院裁定以色列在巴勒斯坦領土存在及建造定居點之舉違反國際法的意見，強調應在聯合國主持下，召開各方廣泛授權參與的國際會議，商討巴勒斯坦問題解決方案。各派別確認巴勒斯坦解放組織（巴解）為巴勒斯坦人民唯一合法代表，同意在埃及、阿爾及利亞、中华人民共和国與俄罗斯等友邦協助下，繼續落實2011年开罗《民族和解协议》、2022年《阿爾及爾宣言》有關結束分裂的協議，包含：依據联合国大会《第181號決議》及安全理事会《第2334號決議》等有關決議，建立以耶路撒冷为首都的独立的巴勒斯坦国，並依據大會《第194號決議》保障離散巴勒斯坦人回歸權；由總統按《巴勒斯坦基本法》及各派別共識組建「臨時民族團結政府」，整合巴勒斯坦領導機構，負責此後加薩重建；承諾遵循選舉法規，在中央選舉委員會監督下儘快準備舉行大選，並在巴解組織新一屆全國委員會成立以前，啟用「臨時統一領導框架」，共同進行政治決策等。此外，《北京宣言》各方認可且支持巴勒斯坦人民的抵抗運動，主張釋放因抵抗占領遭監禁的巴勒斯坦囚犯，呼籲結束對約旦河西岸及加薩走廊的封鎖、提供人道援助，反對任何破壞阿克萨清真寺與耶路撒冷城等伊斯蘭教及基督教聖地之舉。各派別還同意成立執行《宣言》各項條款的集體機制，為落實協議設定時間表，並特別讚賞中華人民共和國為支持巴勒斯坦所作努力。

## 反應
巴勒斯坦各派別多對《北京宣言》持樂觀態度，正面評價《宣言》作為巴勒斯坦各方政治勢力在戰爭局勢下化解分歧、促進團結的又一具體成果，期望《宣言》促進巴勒斯坦政治穩定及中東區域和平，並成為推動巴以談判的基礎。法塔赫代表团团长阿鲁勒及哈马斯代表团团长馬祖克代表巴勒斯坦各派分別致辭，强调「中国在巴勒斯坦人民心目中有着特殊重要地位」，「高度赞赏中方展现大国担当，在国际社会为巴勒斯坦主持公道正义，为巴内部和解对话提供有力支持。」並表示各派將「落实好此次共识，加强团结，推进和解进程，推动巴勒斯坦问题早日得到解决。」巴勒斯坦總統马哈茂德·阿巴斯稱，《北京宣言》「完全符合巴勒斯坦立場及國際法」，感謝中華人民共和國推動巴勒斯坦成為聯合國正式會員國及召開國際和平會議落實「兩國方案」的努力，稱此有利於結束占領、實現巴勒斯坦建國。巴勒斯坦民族倡议主席穆斯塔法·巴尔古提表示，《宣言》比近年来达成的任何其他协议都“走得更远”；解放巴勒斯坦人民陣線副秘書長賈米爾·梅澤認為，《宣言》得促進巴勒斯坦團結，強調其「打造了新階段，必須以務實舉措跟進執行」；巴勒斯坦人民党政治局委员伊萨姆·巴克尔則稱：「我们希望这一进展能够转化为实际成果，从而结束巴勒斯坦灾难性的分裂，并恢复巴勒斯坦政治和解进程。」。中華人民共和國外交部部長王毅指出，巴勒斯坦各派展開和解对话，「最重要共识是实现14个派别的大和解、大团结，最核心成果是明确巴解组织是所有巴勒斯坦人民的唯一合法代表，最突出亮点是同意围绕加沙战后治理组建临时民族和解政府，最强烈呼吁是要根据联合国有关决议实现巴勒斯坦真正的独立建国。」該部發言人毛宁則表示：「中方真诚期待巴勒斯坦各派在内部和解基础上早日实现巴勒斯坦民族团结统一和独立建国」，強調和平「必須持之以恒、毫不動搖走下去」。
國際輿論亦普遍讚譽中華人民共和國致力推動談判的努力。联合国秘书长安东尼奥·古特雷斯「非常歡迎」巴勒斯坦各派簽署《北京宣言》，肯認其為「促進巴勒斯坦民族團結的重要一步」，敦促各派別履行在對話及《宣言》中所作承諾，並對中華人民共和國等推動巴勒斯坦民族團結進程國家所作努力表示讚賞；秘書長發言人斯特凡·杜加里克則表示：「我认为所有朝着团结迈进的举措都值得欢迎和鼓励。巴勒斯坦的团结对于和平与安全以及推动巴勒斯坦人民实现自决和建立一个完全独立、民主、毗连、能够生存和拥有主权的巴勒斯坦国的愿望至关重要。」。欧洲联盟中东和平进程特別代表史文·庫普曼斯祝贺并赞赏中方成功斡旋巴勒斯坦各派對話並簽署《宣言》，稱其「充分显示中方在推动巴内部和解、加沙停火止战以及中东和平进程等方面发挥着积极建设性作用」；阿拉伯国家联盟歡迎巴勒斯坦各派簽署《宣言》，高度評價中華人民共和國領導人的「努力和倡議」及「對巴勒斯坦人民權利和團結的持續支持」，並讚賞其支持巴勒斯坦人民為結束以色列占領、獨立建國從事正義而合法的鬥爭；伊斯兰合作组织則認同巴勒斯坦各派在巴解組織框架下達成民族團結，感謝中華人民共和國支持巴勒斯坦人民維護自身事業的歷史立場，並倡議、主持此次對話。此外，土耳其外交部、马来西亚首相安华·依布拉欣及巴基斯坦总理夏巴茲·謝里夫等方面亦歡迎《宣言》簽署，感謝中華人民共和國在有關會談中發揮作用，並期待《宣言》各項措施得以落實。論者指出，中華人民共和國得以外交手段成功斡旋巴勒斯坦各派簽署《宣言》，體現該國在中東地區影響日益增強，並展示其有意扮演協調國際爭端的主動角色，凸顯自身「和平締造者」形象，與美國所代表的西方秩序競爭，至於其實際成效則尚有待觀察。
與此同時，亦有對《北京宣言》作用存疑，認為其實以象徵意義居多者。以色列外交部部長伊斯雷尔·卡茨抨擊法塔赫與哈瑪斯簽署協議的決定，指出：「马哈茂德·阿巴斯非但没有拒绝恐怖主义，反而接受了哈马斯的杀人犯和强奸犯，露出了他的真面目。」並稱：「哈马斯的统治将被摧毁，而阿巴斯将远远地注视着加沙。以色列的安全将完全掌握在以色列手中。」美國國務院發言人馬修·米勒則重申，美方雖認同由巴勒斯坦自治政府統一管理約旦河西岸及加薩走廊，但仍「不支持」哈瑪斯在戰後加薩治理發揮作用，反對哈瑪斯參與巴勒斯坦政治活動。英國《泰晤士报》社論表示：「哈瑪斯、法塔赫等自稱代表巴勒斯坦人民的派別簽署『和解協議』引發質疑，這是很自然的。理論上，該協議將組成統一政府監管加薩的重建，如果以色列許可的話，而以色列很可能不會許可。任何時候都更有理由作出妥協，但仍幾乎沒有什麼樂觀情緒。」埃及《金字塔报》總編輯阿什拉夫·阿布胡爾（Ashraf Abouelhoul）則指出，以色列及英、美等國均將哈瑪斯列為恐怖組織，拒絕其參與加薩走廊治理；又任何計畫沒有美國批准恐難以實現，且此前類似協議均未落實，而巴勒斯坦各派既存衝突亦「不可能在短短三天內解決」。